# 1093
Évszázadok: 10. század – 11. század – 12. század
Évtizedek: 1040-es évek – 1050-es évek – 1060-as évek – 1070-es évek – 1080-as évek – 1090-es évek – 1100-as évek – 1110-es évek – 1120-as évek – 1130-as évek – 1140-es évek
Évek: 1088 – 1089 – 1090 – 1091 –  1092 – 1093 – 1094 – 1095 – 1096 – 1097 – 1098

## Események
- április – II. Szvjatopolk kijevi nagyfejedelem trónra lépése (1113-ig uralkodik).
- május 26. – Csata a Stunga folyónál a kijevi nagyfejedelem és a polocki fejedelemség serege között.
- november 13. – III. Malcolm skót király elesik a II. Vilmos király vezette angol sereg elleni alnwicki csatában. A trónon fivére I. Donald követi (1094-ben megfosztják a tróntól).
- Konrád német társkirály IV. Henrik fia apja ellen fordulva ellenkirály lesz (ebben az évben lombard királlyá is koronázzák).
- A durhami székesegyház építésének kezdete Angliában.
- Az odense-i Szent Kanut-székesegyház felszentelése Dániában.

## Születések
- III. Konrád német király († 1152)

## Halálozások
- április 13. – I. Vszevolod kijevi nagyfejedelem
- november 13. – III. Malcolm skót király (csatában esik el, * 1031 körül)
- november 16. – Skóciai Szent Margit